# Hemigrapsus sanguineus
Espèce
Hemigrapsus sanguineus est un petit crabe originaire d'Asie des côtes rocheuses du Japon et de la Chine.
Il a récemment été introduit hors de son aire naturelle de répartition sur les littoraux d'Amérique du Nord puis d'Europe de l'ouest où il se montre invasif.

## Habitat
Il vit dans les habitats rocheux ou artificiels de la zone intertidale.
Zones DORIS : Méditerranée, Atlantique, Manche et mer du Nord
Ce crabe invasif est originaire du nord-ouest de l'océan Pacifique où il est présent de la Russie à Hong Kong, en passant par le Japon, la Corée et la Chine. Il fut recensé pour la première fois aux États-Unis en 1988, dans le sud du New Jersey, ses larves* planctoniques* ayant probablement été transportées dans les eaux de ballast des navires marchands. Il apparaît en France en 1998, après avoir été observé quasi simultanément aux Pays Bas et en Belgique. Actuellement, l'espèce a colonisé en Europe les côtes sud de la mer du Nord ainsi que les côtes de la Manche, jusqu'au sud-ouest du Cotentin. Il a également été observé dans le nord de l’Adriatique en Méditerranée ainsi qu’en mer Noire.

## Description
H. sanguineus est un crabe de petite taille.Ce petit crabe a une carapace* carrée sur laquelle on observe trois dents antéro-latérales* de chaque côté et un front qui en est dépourvu. Il est paré de nombreuses zones colorées, allant du violet au brun, en passant par l’orange et le vert. Ses pattes ambulatoires* sont relativement aplaties et présentent un trait morphologique caractéristique de l'espèce : l'alternance de bandes transversales sombres et claires. Les chélipèdes*, symétriques, sont ornés de taches rouges ; chez le mâle on notera la présence d’une vésicule de chair, le pulvinus, à l'intersection du dactyle* et du propode*. Cette boursouflure est absente chez la femelle. 

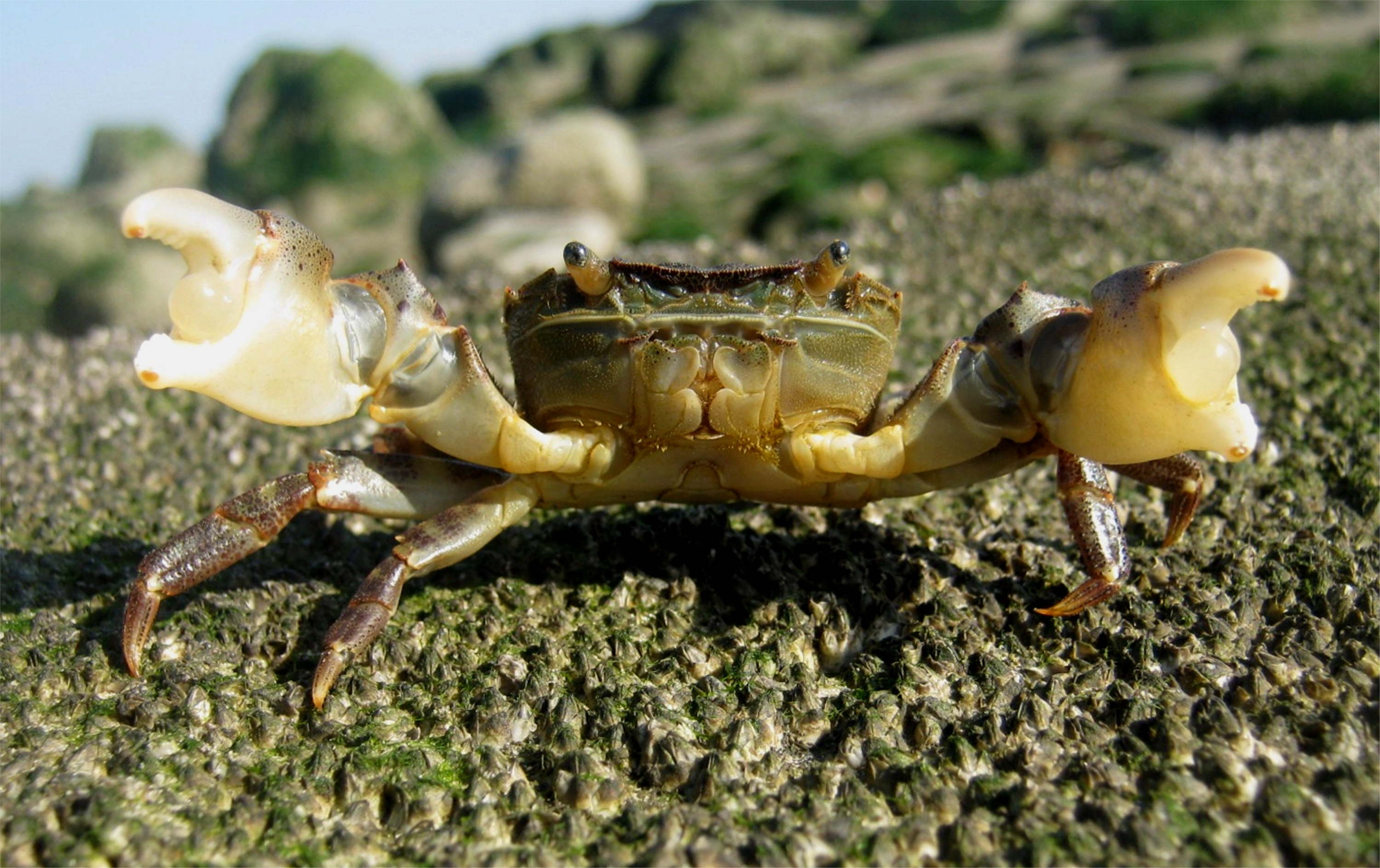
Hemigrapsus sanguineus mâle, en position défensive, à Dunkerque, en 2017

La taille des adultes peut atteindre 3 à 4 cm, tout en sachant que le mâle adulte est plus volumineux que la femelle, que son abdomen est effilé et triangulaire, alors que celui de la femelle est large et arrondi.

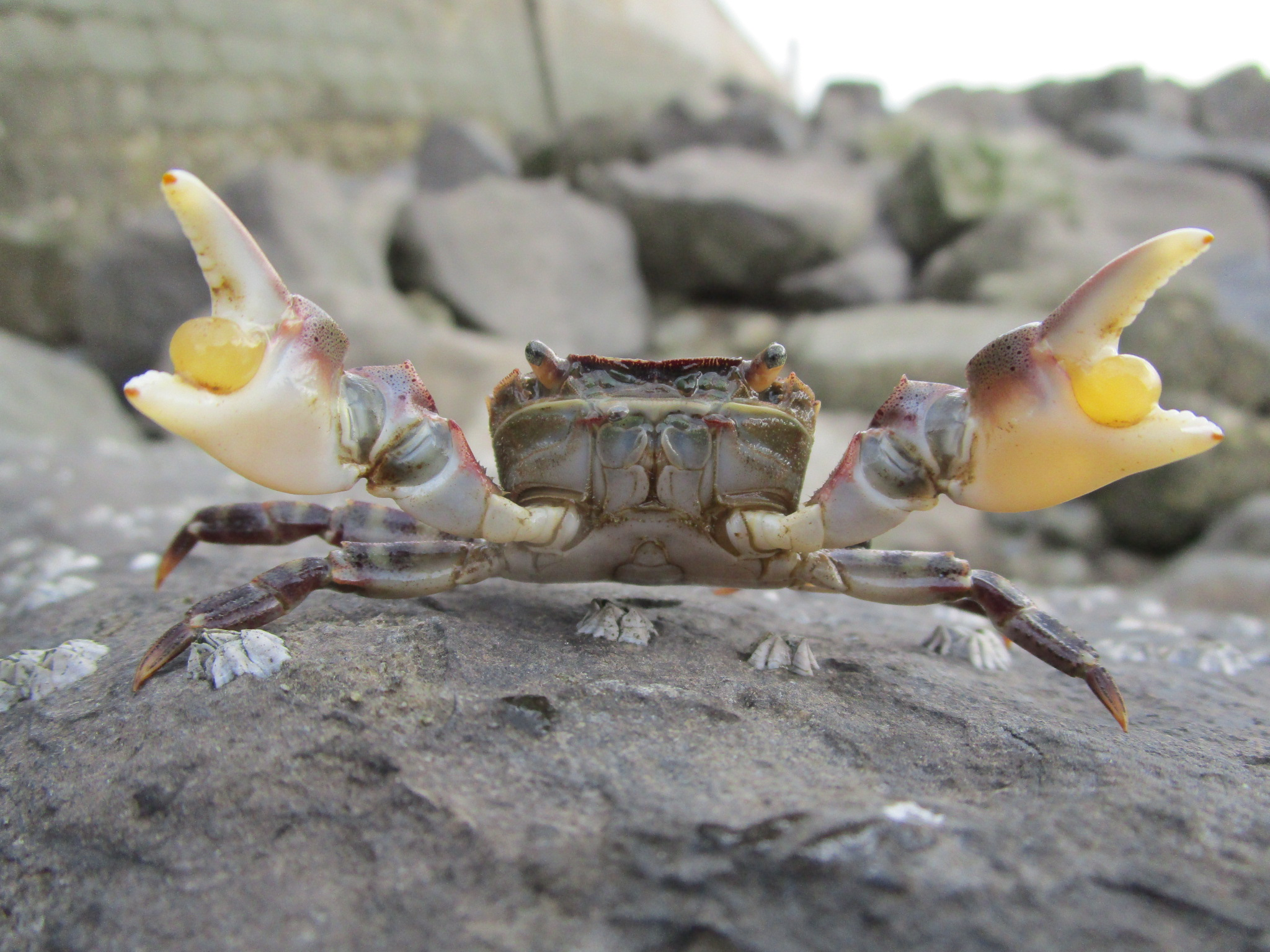
Hemigrapsus sanguineus mâle à Dunkerque en juin 2020

## Écologie
Ce crabe est omnivore et semble relativement opportuniste quant au choix de ses habitats, s'adaptant aux milieux portuaires et artificiels.

## Invasion
Probablement involontairement introduit sous forme de larve ou de jeunes individus via le ballast de navires, il a été découvert en train de coloniser de nouveaux habitats aux États-Unis, sur la côte atlantique dans les années 1990 , puis sur la côte atlantique européenne dans les années 2000 où - comme un autre petit crabe du même genre H. takanoi,,. - il a rapidement colonisé un vaste linéaire de côtes.
En Europe, Hemigrapsus sanguineus est en concurrence directe avec le crabe vert indigène Carcinus maenas avec lequel il cohabite. Il occupe la même niche écologique et s'avère très prolifique car son rythme de reproduction (3 fois par an) est supérieur à celui des espèces locales.